# 短毛叶头过路黄
短毛叶头过路黄（学名：Lysimachia phyllocephala var. polycephala）是报春花科珍珠菜属叶头过路黄的变种。分布在中国大陆的四川等地，生长于海拔1,100米至2,100米的地区，多生在山谷林下和林缘湿处，目前尚未由人工引种栽培。